# Mario Daverio
Mario Daverio (Cameri, 11 dicembre 1908 – Tobruch, 8 giugno 1941) è stato un aviatore e militare italiano, pilota pluridecorato di grande esperienza della Regia Aeronautica, appartenente alla specialità bombardamento a tuffo.
Partecipò alla seconda guerra mondiale, venendo insignito di tre Medaglie d'argento e una Croce di guerra al valor militare, e della Croce di Ferro di seconda classe tedesca.

## Biografia
Nacque a Cameri l'11 dicembre 1908, e dopo essersi diplomato geometra a Novara, conseguì successivamente il brevetto di pilota civile presso la scuola di volo della sua città natale. Lasciato il lavoro di impiegato presso l'Unione agricoltori di Novara, si arruolò nella Regia Aeronautica, frequentando la Scuola di Volo di Caselle e conseguendo il brevetto di pilota militare. Assegnato alla specialità caccia volò a bordo dei biplani Fiat C.R.32 in forza al 53º Stormo Caccia Terrestre con il grado di Sottotenente pilota.
All'entrata in guerra del Regno d'Italia, il 10 giugno del 1940, prestò servizio presso la 363ª Squadriglia del 150º Gruppo C.T, equipaggiata con i caccia Fiat C.R.42 Falco.  Combatte sul fronte occidentale, e il 15 giugno partecipò al grande attacco contro gli aeroporti francesi di Cannet des Maures e Cuers Pierrefeu, siti in Provenza, portato dai Gruppi Caccia Terrestre 150°, 18° e 23°. Durante il furibondo combattimento che ne seguì reclamò l'abbattimento in collaborazione di quattro caccia Morane-Saulnier MS.406 nella zona di Cuers Pierrefeu. Per la sua partecipazione a questa azione venne decorato con la Croce di guerra al valor militare.
Nel luglio dello stesso anno venne mandato sull'aeroporto di Graz-Thalerhorf presso la locale "Stukaschule 2", dove conseguì l'abilitazione al pilotaggio dei cacciabombardieri Junkers Ju.87R-2 Stuka in corso di acquisizione da parte della Regia Aeronautica. Trasferito sull'aeroporto di Lecce entrò in servizio presso la 239ª Squadriglia "Picchiatelli" del 97º Gruppo Autonomo Bombardamento a Tuffo. Prese parte alla guerra contro la Grecia, dove fu decorato con due Medaglie d'argento al valor militare.
Il 7 maggio del 1941 la sua squadriglia venne inviata sul campo d'aviazione di Derna, in Africa settentrionale italiana, diventando nel contempo Autonoma.
L'8 giugno 1941, durante una missione aerea su Tobruk, il suo Ju 87R-2 venne colpito dal fuoco contraereo, ma nonostante il velivolo fosse danneggiato, egli continuò il bombardamento del nemico sino a che il suo aereo finì in fiamme. Dopo aver sganciato le bombe l'aereo precipitò al suolo incendiandosi, ed egli venne dato per disperso. Dei nove velivoli che parteciparono a quella missione solo due rimasero illesi. Per il suo sacrificio fu decorato con una terza Medaglia d'argento, e nel 1942 ricevette la Croce di ferro tedesca di 2ª classe alla memoria.
Nel 2004 il Comune di Cameri gli ha intitolato un viale cittadino, ed a lui è intitolata la locale sezione dell'Associazione Arma Aeronautica.

### Annotazioni
1. ↑  Secondo alcune fonti abbatte una di questi era un caccia Bloch MB 151 dell'Escadrille AC-3 dell'Aeronavale.

### Fonti
1. 1 2 3 4 5 6 7 8  Carrer 2009, p. 15.
2. 1 2 3 4  Mattioli 2010, p. 6.
3. 1 2  Mattioli 2010, p. 10.
4. 1 2 3  Becchetti, Gueli 2002, p. 6.
5. 1 2  Becchetti, Gueli 2002, p. 14.
6. ↑  Becchetti, Gueli 2002, p. 36.
7. ↑  Becchetti, Gueli 2002, p. 34.